# Ryan De Vries
Ryan De Vries (Città del Capo, 14 settembre 1991) è un calciatore neozelandese, attaccante dell'Auckland City.

## Caratteristiche tecniche
Gioca come ala sinistra.

## Carriera
Segna un gol di destro nella partita valevole per il 3º posto della Coppa del mondo per club.

## Palmarès

### Club

#### Competizioni nazionali
- Campionato neozelandese: 8

Waitakere Utd: 2009-2010, 2010-2011, 2011-2012, 2012-2013
Auckland City: 2013-2014, 2014-2015, 2017-2018, 2024

#### Competizioni internazionali
- OFC Champions League: 7

Auckland City: 2013-2014, 2014-2015, 2016, 2017, 2023, 2024, 2025

### Individuale
- Capocannoniere del campionato neozelandese: 1

2015-2016 (15 gol, a pari merito con Ben Harris)
- Capocannoniere della OFC Champions League: 1

2017 (6 gol, a pari merito con Tom Jackson e João Moreira)